# Bloomberg BusinessWeek
Bloomberg Businessweek, coneguda fins al 2010 com BusinessWeek, és una revista setmanal de negocis publicada per Bloomberg L.P.. Aquesta publicació periòdica és una revista empresarial enfocada a les grans empreses, que compila dades d'empreses i els mostra en forma pública. A més, la publicació es va fer coneguda perquè any rere any realitza un sondeig mundial, establint així les 100 marques més reconegudes de tots els continents.

## Història
Va ser publicada per primera vegada el 1929, com a The Business Week, sota la direcció de Malcolm Muir, llavors president de l'empresa editorial McGraw-Hill.
Shepard va ser editor de la revista entre 1984 i 2005, quan va ser triat degà fundador de l'Escola de Graduats de CUNTO de Periodisme. Stephen J. Adler del diari de Wall Street va succeir a Shepard com a editor de BusinessWeek. El 2010 va ser adquirida per Bloomberg i va canviar el seu nom per l'actual.